# Włodzimierz Tiunin

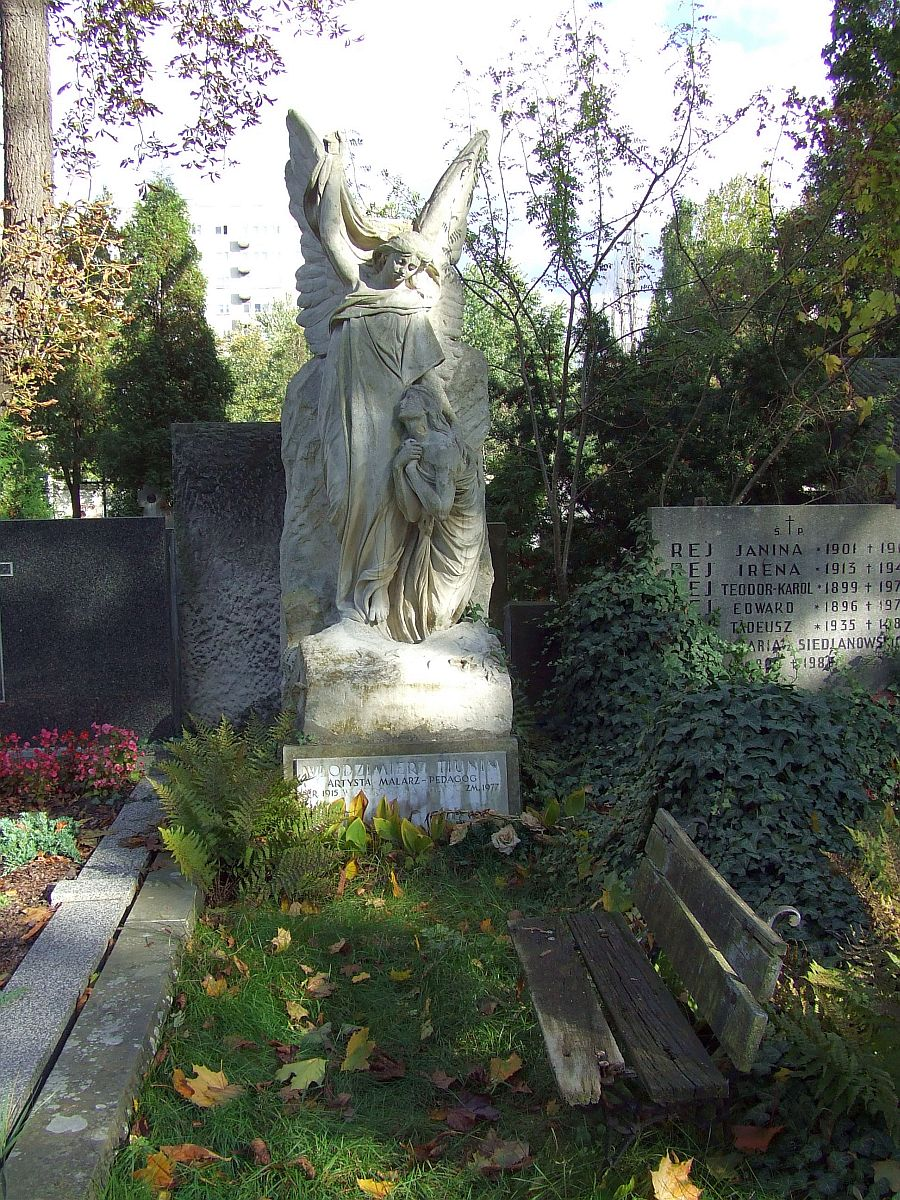
Nagrobek Włodzimierza Tiunina na cmentarzu ewangelicko-augsburskim w Warszawie

Włodzimierz Tiunin (ur. 12 kwietnia 1915 w Ostrogu nad Horyniem, zm. 27 kwietnia 1977 w Warszawie) – artysta malarz, pedagog, przez wiele lat związany z Zespołem Państwowych Szkół Plastycznych im. Wojciecha Gersona w Warszawie.

## Życiorys
Urodził się w rodzinie Wiktora (1891–1956) i Jadwigi z Żółtowskich (1896–1967). Miał brata Konstantego (1919–2009). Był absolwentem Liceum Krzemienieckiego. W 1937 rozpoczął studia na Akademii Sztuk Pięknych w Warszawie w pracowni prof. Tadeusza Pruszkowskiego. W tym czasie skończył też Szkołę Podchorążych Rezerwy Łączności w Zegrzu i jako podchorąży brał udział w kampanii wrześniowej 1939 roku. Dostał się do niewoli radzieckiej i przekazany został Niemcom.
W 1945 roku podjął dalsze studia w warszawskiej ASP, w pracowni prof. Jana Cybisa i prof. Wojciecha Jastrzębowskiego, gdzie zostaje asystentem i adiunktem na Wydziale Architektury Wnętrz. Od 1949 prowadził zajęcia z przedmiotów plastycznych i pełnił funkcję zastępcy dyrektora w Zespole Państwowych Szkół Plastycznych im. Wojciecha Gersona w Warszawie.
Oprócz malarstwa zajmował się także metaloplastyką, modelarstwem, introligatorstwem, wyrobem biżuterii artystycznej, konserwacją i rekonstrukcją starych mebli i rzeźbą. Jego twórczość to głównie akwarele, pejzaże olejne, grafiki, szkice i rysunki, gdzie widać fascynację autora kolorem. Także autor serii prac dotyczących historii wojskowości.
19 stycznia 1955 na wniosek Ministra Kultury i Sztuki została odznaczona Medalem 10-lecia Polski Ludowej.
Był mężem Joanny Bogusławy z Wyszomirskich (1922–2015), malarki, konserwatorki, z którą miał córkę Małgorzatę (1948–1949).
Pochowany został na cmentarzu ewangelicko-augsburskim w Warszawie (aleja 27, grób 34).

## Upamiętnienie
Z inicjatywy wychowanków Włodzimierza Tiunina, 9 maja 2007, w Podchorążówce w Łazienkach Królewskich, w gmachu mieszczącego się tam w latach 1957–1977 Państwowego Liceum Sztuk Plastycznych w Warszawie, została odsłonięta tablica upamiętniająca Jego postać.